# Sang et Feu
Pour plus de détails, voir Fiche technique et Distribution.
Sang et Feu (Blod och eld) est un film suédois réalisé par Anders Henrikson, sorti en 1945.

## Fiche technique
- Titre : Sang et Feu
- Titre original : Blod och eld
- Réalisation : Anders Henrikson
- Scénario : Bertil Malmberg
- Musique : Herbert Sandberg
- Photographie : Harald Berglund
- Montage : Gösta Bjurman
- Société de production : Europa Film
- Société de distribution : Oxford Films (États-Unis)
- Pays de production :  Suède
- Genre : Drame
- Durée : 100 minutes
- Dates de sortie : 
  - Suède : 1er octobre 1945

## Distribution
- Anders Henrikson : Thomas Hell
- Sonja Wigert : Lilli
- George Fant : Herman Nilsson
- Inge Wærn : Anna
- Karin Alexandersson : Maria
- Birgitta Arman : Greta
- Henrik Schildt : Gurra
- Ninni Löfberg : Svea
- Gösta Ericsson : Nisse

## Distinctions
Le film a été présenté en sélection officielle en compétition au Festival de Cannes 1946.